# DR Salonwagen 10208
Der Salonwagen 10208 der Deutschen Reichsbahn wurde 1938 für den Reichsverkehrsminister und Generaldirektor der Deutschen Reichsbahn, Julius Dorpmüller, gebaut. Er ist museal im DB Museum Koblenz erhalten.

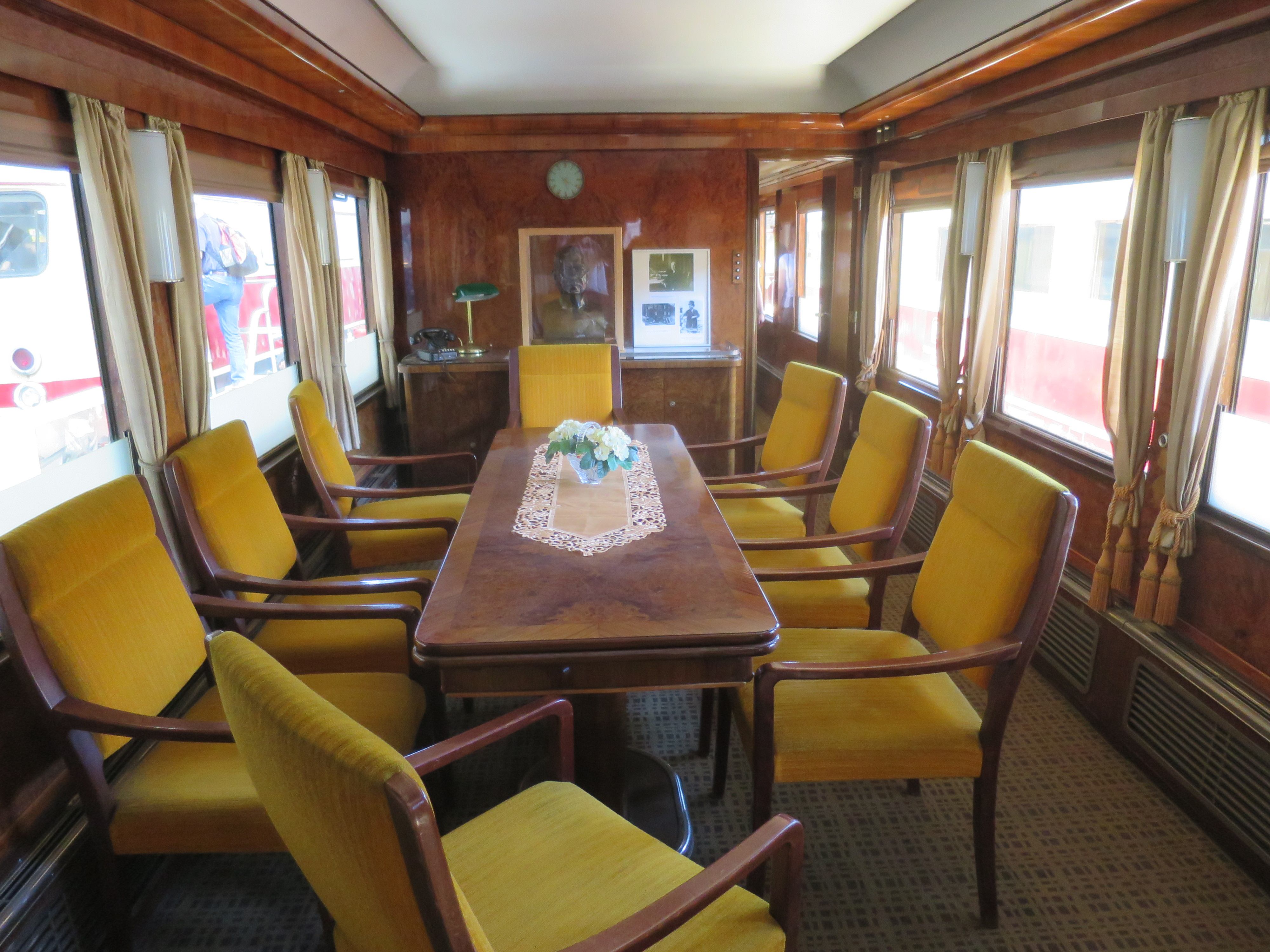
Salon

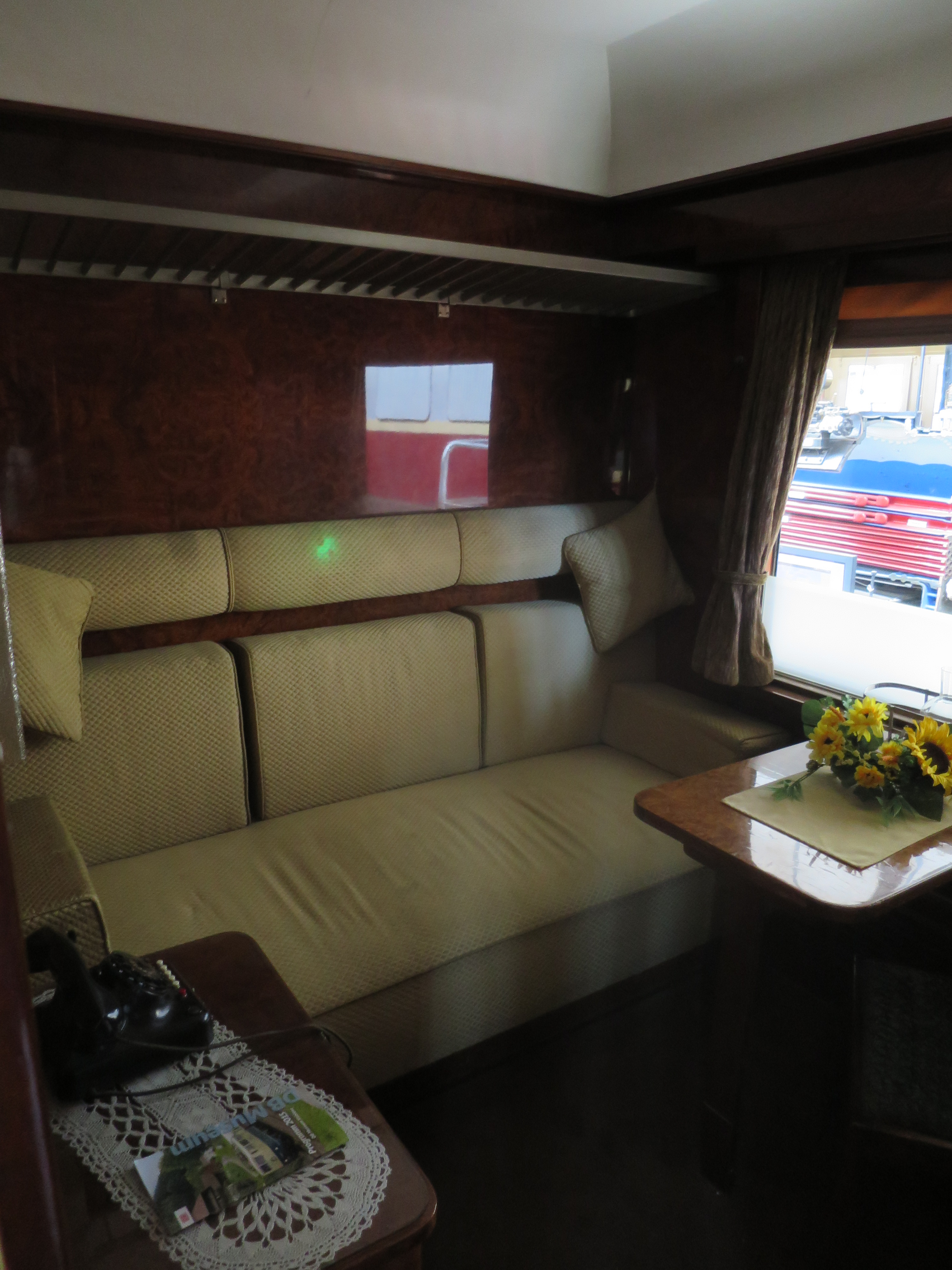
Hauptabteil

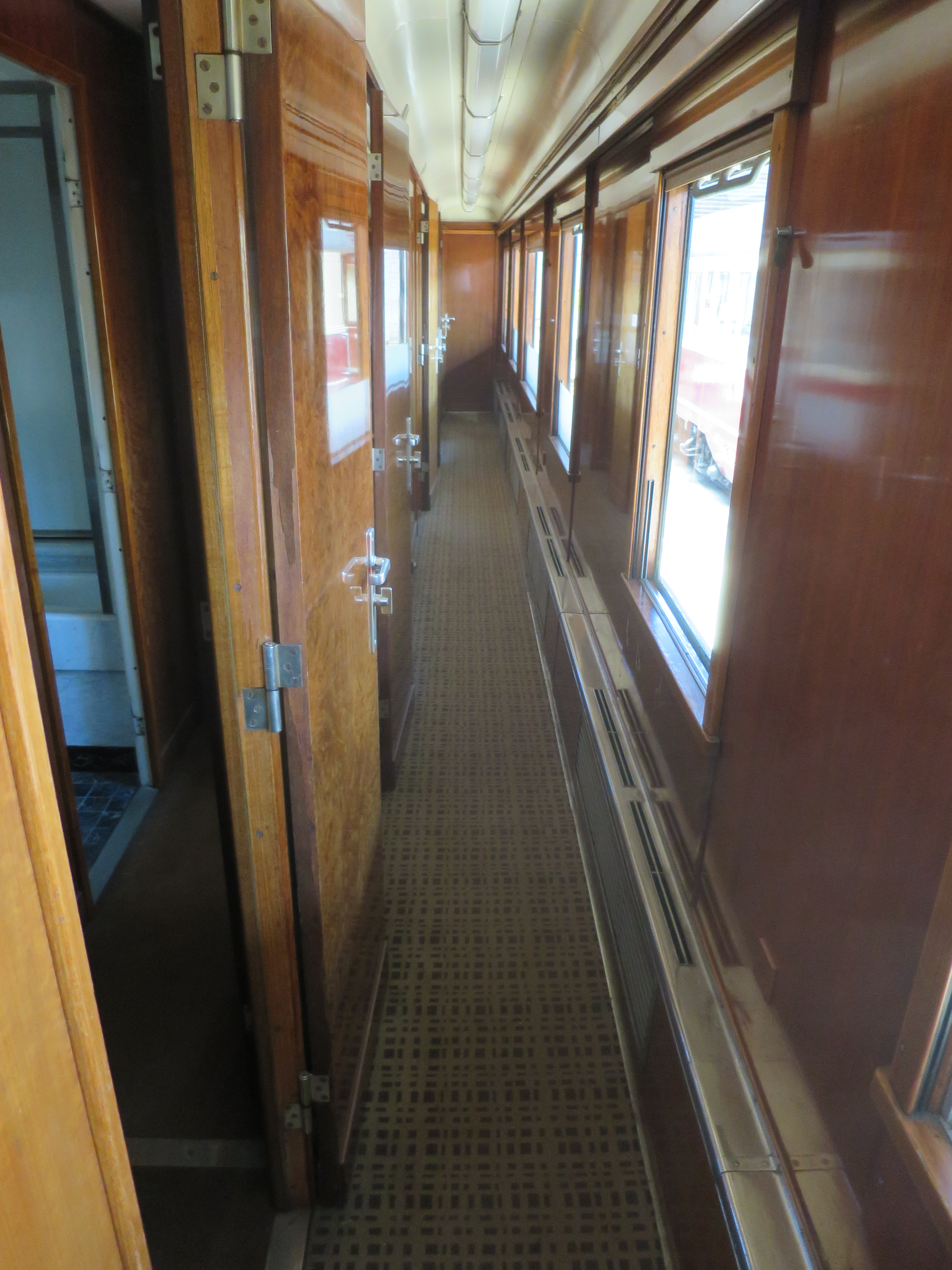
Seitengang

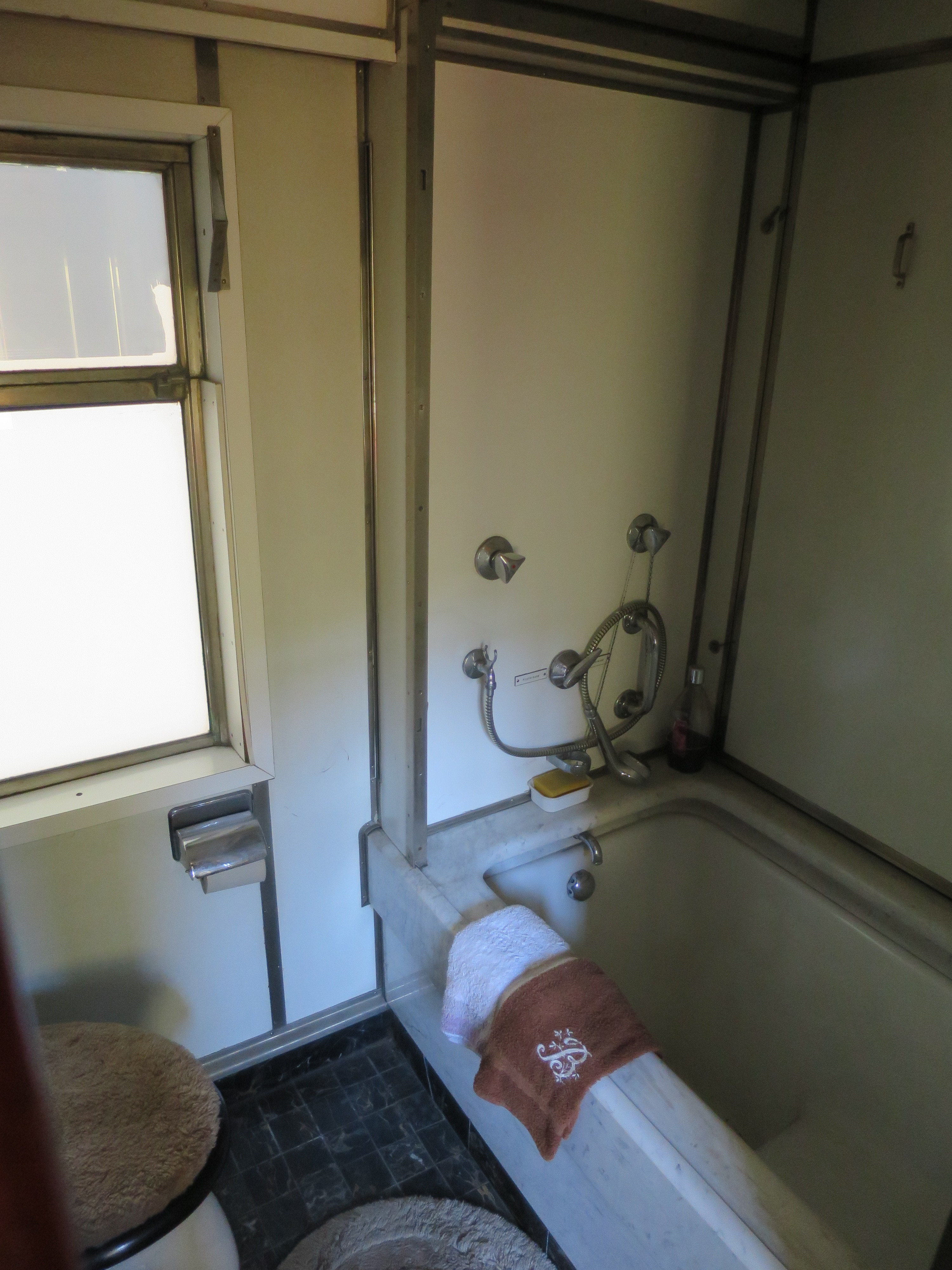
Sitzbadewanne

## Beschreibung
Der Salonwagen 10208 ist ein Schürzenwagen, im Stil angelehnt an die Ende der 1930er Jahre modernsten Schnellzugwagen der Deutschen Reichsbahn für den internationalen Verkehr.
Der Eingangsbereich am einen Wagenende war als kleiner Salon gestaltet, dem der große Salon in Länge von drei Fensterachsen folgt. Hier wurden ein Konferenztisch mit sieben beweglichen Sesseln, ein Schreibsekretär und ein Musikschrank eingebaut. Beide Räume nahmen die gesamte Wagenbreite ein. Dem schloss sich ein Gang mit seitlich angeordneten Abteilen an: Zunächst – in ihrem Grundriss gespiegelt – zwei „Apartments“, die jeweils aus einem Wohn-/Schlafabteil mit anschließender Toilette/Waschraum bestanden. Zwischen diesen beiden Nasszellen befand sich eine Sitzbadewanne, die mit Schiebewänden von beiden Seiten gleichermaßen zugänglich gemacht oder verschlossen werden konnte. Vor den Nasszellen gab es einen inneren Verbindungsgang zwischen den beiden Wohn-/Schlafabteilen, zusätzlich zu dem Seitengang, der vom Salon bis zum Einstiegsbereich am anderen Wagenende reichte. An die beiden Apartments schlossen sich zwei weitere Schlafabteile, in der technischen Ausstattung damaligen Schlafwagen entsprechend, an. Die Trennwand zwischen diesen beiden Abteilen konnte weggefaltet werden. Dem folgte ein weiteres, etwas größeres Schlafabteil für einen Begleit-Schaffner, das auch eine Teeküche enthielt. Eine Toilette, zugänglich vom abschließenden zweiten Einstiegsbereich, schloss das Raumprogramm.

## Geschichte

### Reichsbahnzeit
Den Salonwagen lieferte Linke-Hofmann unter der Fabriknummer 6045.1. Er kostete 371.760 RM, war für die persönliche Nutzung durch den Generaldirektor der Deutschen Reichsbahn reserviert und zu diesem Zweck in Berlin Anhalter Bahnhof beheimatet. Dorpmüller störte sich an dem hohen Schallpegel während der Fahrt, so dass die Schallisolierung Anfang 1939 nachgebessert werden musste. Auch die zu schwache Heizung musste 1942 verstärkt werden. In der Regel lief das Fahrzeug am Ende des Zuges mit dem Salon nach hinten, so dass vom Salon aus die Strecke rückwärts gut beobachtet werden konnte.
Bei Kriegsende befand sich der Wagen im Bahnhof München-Pasing, wo er geplündert wurde und anschließend beschädigt stehen blieb. 1947 wurde er aufgearbeitet, wobei der Raum, den die eine Nasszelle und die Badewanne eingenommen hatten, dem ersten Abteil zugeschlagen wurde. Das wurde dadurch so geräumig, dass es nun zusätzlich einen Schreibtisch mit Sessel aufnehmen konnte. Die anderen Abteile wurden ebenfalls modernisiert und umgestaltet. Auch wurde im Begleiterabteil eine größere Küche eingebaut. Der Wagen war nun in Hannover stationiert und stand dem Direktor der Eisenbahn in der Britischen Besatzungszone zur Verfügung. 1949 wurde er zum Dienstfahrzeug des Präsidenten der Reichsbahndirektion Frankfurt und war nun im Bahnhof Frankfurt (Main) Süd beheimatet.

### Deutsche Bundesbahn
Er behielt die Bezeichnung „Dienstwagen“ bei, während alle anderen derartigen Fahrzeuge seit dem 5. Juli 1951 von der Deutschen Bundesbahn wieder als „Salonwagen“ bezeichnet wurden. Der Wagen 10208 wurde nun häufig benutzt. Allein 1950 war er an 169 Tagen im Einsatz, wurde dabei an 275 Züge angehängt, wozu 553 Rangierbewegungen erforderlich waren, die auf 52 Bahnhöfen stattfanden. Das ließ 1951 die Idee entstehen, den Wagen mit einem eigenen Elektromotor auszustatten, damit er Rangierbewegungen aus eigener Kraft leisten konnte, ein Umbau, der mit 10.000 DM veranschlagt wurde. Das Projekt wurde dann aber nicht weiter verfolgt. In den nächsten Jahren wurde der Wagen aber mehrfach umgestaltet: 1953/54 wurde die Möblierung etwas geändert. Nachdem er 1955 bis 1958 abgestellt war, wurde er 1958 erneut grundsätzlich umgebaut und der Grundriss dem von 1938 wieder angenähert. Der Einstiegsbereich vor dem Salon war nun ohne jede weitere Nutzung und die Trennwand dazwischen wurde zugunsten eines Raumgewinns des Salons zum Wagenende hin verschoben. Der Salon erhielt einen langen Besprechungstisch mit sieben Sitzgelegenheiten. Das Hauptabteil wurde wieder verkleinert und die Abfolge von Abteil – Nasszelle – Sitzbadewanne – Nasszelle (alle drei mit einem inneren Seitengang verbunden) – Abteil wieder hergestellt. 1962 wurden die ursprünglichen Faltenbälge gegen die Gummiwulste ausgetauscht. 1965 lief der Salonwagen als dritter Wagen im Sonderzug von Königin Elisabeth II. bei deren Staatsbesuch in der Bundesrepublik Deutschland. Er war hier für den Herzog von Edinburgh vorgesehen und wurde dafür extra renoviert. Insbesondere der Salon wurde neu ausgestattet.
1967 und 1969 wurde erneut renoviert: Die Inneneinrichtung des Salons wurde auf den Stand vor dem königlichen Einsatz von 1965 zurückgenommen. Wieder wurden ein langer Besprechungstisch und diesmal acht Sitzgelegenheiten in den Salon eingebaut. 1970 hatte das Fahrzeug noch einen geschichtsträchtigen Einsatz: Es war in den Sonderzug für Bundeskanzler Willy Brandt eingestellt, mit dem er am 21. März 1970 zum Erfurter Gipfeltreffen mit Willi Stoph fuhr.
Ab Ende 1970 wurde der Wagen für eine Geschwindigkeit von 160 km/h ertüchtigt. Dafür wurden die alten Drehgestelle der Bauart Görlitz durch solche der Bauart Minden-Deutz ersetzt. 1974 wurde der traditionelle grüne Außenanstrich durch die Farben des Trans-Europ-Express- und Intercity-Verkehrs, rot / beige, abgelöst. 1978 wurde der Wagen auf 200 km/h ertüchtigt. Ab etwa 1980 konnte er auch durch private Interessenten gemietet werden. Das geschah zum Preis von 20 Fahrkarten der ersten Klasse plus einer Bereitstellungspauschale. Der Wagen lief in Wahlkampf-Sonderzügen von Willy Brandt und Helmut Schmidt. 1992–1994 war er, bis eine Asbestsanierung durchgeführt war, abgestellt. Für Aufnahmen zu dem Film „Duell – Enemy at the Gates“ wurde der Wagen im Jahr 2000 äußerlich wieder in den Ursprungszustand zurück versetzt.

### Nummern
Zahlreich waren die Umbezeichnungen des Fahrzeugs:
| Nummer                      | Anmerkung  |
| --------------------------- | ---------- |
| 10 208 Bln                  | 1938–1945  |
| 10 208 Han                  | 1947–1949  |
| 10 208 Fra                  | 1949–1966  |
| 10 308                      | 1966       |
| 51 80 89-40 308-4, Süge     | 1967–1971  |
| 51 80 89-80 308-5, [WG]Süge | 1971–1978  |
| 51 80 89-90 308-3 WGSüge    | 1978-–1986 |
| 51 80 89-90 308-3 WGSüg     | 1986–2000  |
| 10 208 Bln                  | seit 2000  |

### Museumsobjekt
In dem für Filmaufnahmen im Jahr 2000 wieder zurückgeführten, dem ursprünglichen Zustand angenäherten Erscheinungsbild – grüner Anstrich, Bezeichnung: 10 208 Bln – befindet sich der „Dorpmüller-Wagen“ seitdem in einer der Ausstellungshallen des DB Museum Koblenz und kann dort besichtigt werden.